# 韋聿
韋聿（?—?），唐朝京兆万年县人。韋弘機的玄孙，韦贲之子，韦皋之兄。
韋聿恩荫担任南陵县尉，升任为秘书郎，以父嫌名改任太子司议郎，被淮南节度使杜佑征辟入幕府。元和初年，为国子司业。劉闢与卢文若西川反叛，韋皋侄韋行式娶卢文若的妹妹，韋聿于是不奏。劉闢被平定，韋行式之妻当没掖庭，御史台调查韋聿下狱。朝廷以卢文若之妹与卢文若相距遥远不应连坐，都赦免了。韋聿官至太子右庶子。韋聿、韦皋之弟韦平斩朱泚使者，走小路到奉天上功，擢升为万年县尉。